# Alqas Mirza
Alqas Mirza Alkas Mirza, Alkaş Mirza o Alkasp Mirza (Tabriz 1515/1516 - Alamut, 1549) fou el segon fill del xa safàvida Ismail I de Pèrsia i germà petit de Tahmasp I.
Fou el segon fill dels quatre que van sobreviure del xa Ismail I de Pèrsia. Fou probablement germà uterí de Sam Mirza mentre Shah Tahmasp i Bahram Mirza eren germans de diferent mare.
Va començar la seva carrera militar als 12 anys a la batalla de Djam. El 1532/1533 fou nomenat governador d'Astarabad amb Badr Khan Ustadjlu com a regent (tutor o lala) i va lliurar un combat victoriós contra els uzbeks a Astarabad. Va acompanyar a Shah Tahmasp a Herat durant les lluites civils. El 1534/1535 fou enviat contra els otomans que envaïen Azerbaidjan i Iraq. El 1537/1538 Tahmasp va poder dominar la revolta de Sam Mirza (que tenia el suport otomà) i alguns problemes amb els kizilbaixis dirigits pel renegat cap Ghazi Khan Talaku.
El març de 1538 Tahmasp va enviar a Alqas i a Badr Khan Ustadjlu contra el rebel Shirvanshah i sis mesos després el va nomenar governador de Xirvan on va romandre vuit anys (1538-1546).
El 1546 es va revoltar. Les raons no estan ben aclarides. Sembla que va matar un tal Begogli Ustadjlu que tenia permís del xa per casar-se amb la seva mare; altres deien que Ghazi Khan Talaku que havia tornat al servei dels safàvides, i que havia estat assassinat per Alqas per orde del xa el 1543/1544, l'havia convençut abans de morir. Els fets certs són que fou enviat contra els circassians (maig) però fou derrotat i llavors fou enviat a Derbent on es va revoltar obertament on va emetre moneda en el seu propi nom. Tahmasp que estava fent campanya a Geòrgia, la va abandonar i va anar cap a Shirvan. Alqas va fugir de Derbent que a la primavera següent fou ocupada per Tahmasp (defensada pels partidaris d'Alqas); Alqas amb molt poques forces va fugir cap a Crimea (amb uns 40 a 60 homes). Tahmasp va restaurar l'orde a Derbent i va retornar a Tabriz on va eliminar dels kizilbaixis a tots els elements que podien ser favorables al rebel.

## Col·laboració amb l'Imperi Otomà
Alqas va passar de Crimea a Istanbul on va escriure al sultà Solimà explicant els seus greuges i declarant que volia tornar a Pèrsia com a client otomà, prometent un fort suport dels kizilbaixis i la seva conversió a la tendència sunnita de l'islam. Solimà va deixar Edirne per anar a trobar a Alqas. Es va organitzar una campanya militar i Alqas fou enviat a la frontera sota supervisió d'Ulama Pasha Takalu, antic kizilbaixi i ara beylerbeyi d'Erzerum. L'exèrcit otomà es va reunir amb ells a Khoy, i el 27 de juliol de 1548 els otomans van ocupar Tabriz abandonada per Tahmasp després de destruir tots els subministraments.
Les desercions que Alqas havia promès no es materialitzaven i la seva veracitat va començar a ser posada en dubte. Al cap de quatre dies, mancats de provisions, els otomans es van haver de retirar cap a Van. El setembre Solimà va acampar al Diyar Bakr on el gran visir Rustam Pasha va recriminar a Alqas per les seves promeses incomplertes. Alqas va acusar als seus kizilbaixis aliats de traïció i va reclamar dirigir un atac a l'Iraq Adjemí; se li van donar tropes i diners. El projecte segurament era establir una base sòlida en territori safàvida mentre els otomans distreien els perses a l'Azerbaidjan.
Alqas va creuar per la zona de Kirkuk cap a Qasr-e Shirin i Dartang amb 8000 homes. A Hamadan va capturar la casa i el fill del seu germà Bahram Mirza (5 de novembre de 1548); després va saquejar Qom i Kashan, i va tacar Esfahan sense èxit. Tahmasp, que estava acampat a Ūč Kelīsa, va enviar a Bahram Mirza a parlamentar amb Alqas. Les tropes d'aquest estaven a la vora del motí i Alqas les va convèncer d'anar a Fars i Khuzestan però van fracassar en conquerir Shushtar i atacats pels kizilbaixis locals es van retirar cap a Dezful ja en territori otomà (19 de gener de 1549), on es van dispersar.
Solimà estava passant l'hivern a Alep i fou informat del fracàs d'Alqas i del seu inesperat retorn. Alqas va acampar a Mandali (febrer del 1549) i va començar negociacions amb Tahmasp per ser restablert com a governador de Shirvan mentre enviava a Solimà al seu wakil Sayyid Azizallah Shirvani amb els tresors capturats a Iran. Alqas no va poder entrar a Bagdad per orde del comandant local Mehmed Pasha, i va aprofitar per fer el pelegrinatge a Kazemayn, Nadjaf i Karbala.
A la primavera va fugir cap a Shahrazur on era cap el kurd Biga Ardalan, vassall otomà, que li va refusar refugi. Tahmasp es va acostar a Shahrazur i va negociar amb Alqas que va alliberar a Badi al-Zaman Mirza, fill de Bahram Mirza. Poc després Soliman es va dirigir al Diyar Bakr i a petició del visir Rustam Pasha va trencar amb Alqas i va enviar tropes a la zona de Shahrazur. Perseguit per tropes otomanes manades per Mehmed Pasha, per un costat (10 de setembre) i pels kizilbaixis dirigits per Bahram Mirza, per l'altra, Alqas es va dirigir a Marivan (Mehrian) amb Surkhan Ardalan, germa i rival de Bigas Ardalan.
Bahram Mirza va rodejar Marivan i va exigir la rendició d'Alqas. Surkhab va demanar la mediació de Shah Nematallah Yazdi, cunyat d'Alqas i finalment aquest es va rendir l'1 d'octubre de 1549. L'endemà fou enviat a la cort de Tahmasp. Fou tancat a la presó de Qahqaha (11 d'octubre) junt amb els seus fills Sulṭān Aḥmad i Farroḵ. Al cap d'un mesos fou tirat pels murs de la presó (9 d'abril de 1550) segurament amb la connivència del xa. El que el va tirar fou Begōḡlī Ḥasan Beg, que és probablement la mateixa persona que Ḥasan Beg Yūzbāšī.